# 布图尔利诺夫卡区
布图尔利诺夫卡区（俄语：Бутурлиновский район）是俄罗斯联邦沃罗涅日州下辖的一个区，其行政中心为布图尔利诺夫卡。据2016年统计，该区的人口为47157人。